# Fideos aguja de plata
Los fideos aguja de plata son un tipo de fideo chino. Son cortos, de unos 5 cm de largo y 5 mm de diámetro, y tienen un color blanco traslúcido. Se encuentran en muchos mercados mojados de zonas con población china, como Hong Kong, Taiwán, Malasia y Singapur.

## Nombres
Se usan bastantes nombres para aludir a estos fideos, siendo los más comunes ‘fideos aguja de plata’ (银针粉) en Hong Kong y Taiwán, y ‘fideos rata’ (老鼠粉) en Malasia y Singapur. Reciben estos nombres por su forma: son largos y tienen los extremos afilados, como la cola de una rata o una aguja.

## Producción
Los fideos se hacen de harina de arroz molido pero a veces se le añade maicena para evitar que se rompan al saltearlos. Como con la mayoría de fideos chinos, se producen comercialmente y rara vez se elaboran en casa por resultar demasiado tedioso preparar solo una pequeña cantidad para consumo propio.

## Preparación
Estos fideos pueden saltearse, escaldarse y condimentarse con una mezcla de salsas, cocerse en sopa o cocinarse en seco en una olla de barro. Como la mayoría de fideos chinos, puede servirse para desayunar, almorzar o cenar como plato principal o complementando una comida de arroz. Muchos restaurantes chinos, vendedores callejeros y tenderetes los sirven de distintas formas. Uno de los platos famosos que pueden encontrarse con frecuencia es el lao shu fen en olla de barro. El objeto de usar una olla de barro es mantener el plato caliente y hacerlo más apetitoso.